# Lockheed L-18 Lodestar
Lockheed L-18 Lodestar är ett lågvingat 2-motorigt propellerflygplan i metallkonstruktion. Lodestar tillverkades i 625 exemplar och användes bland annat i Sverige av Airtaco 1951–1957 och Linjeflyg 1957–1960.